# Widya Saputra

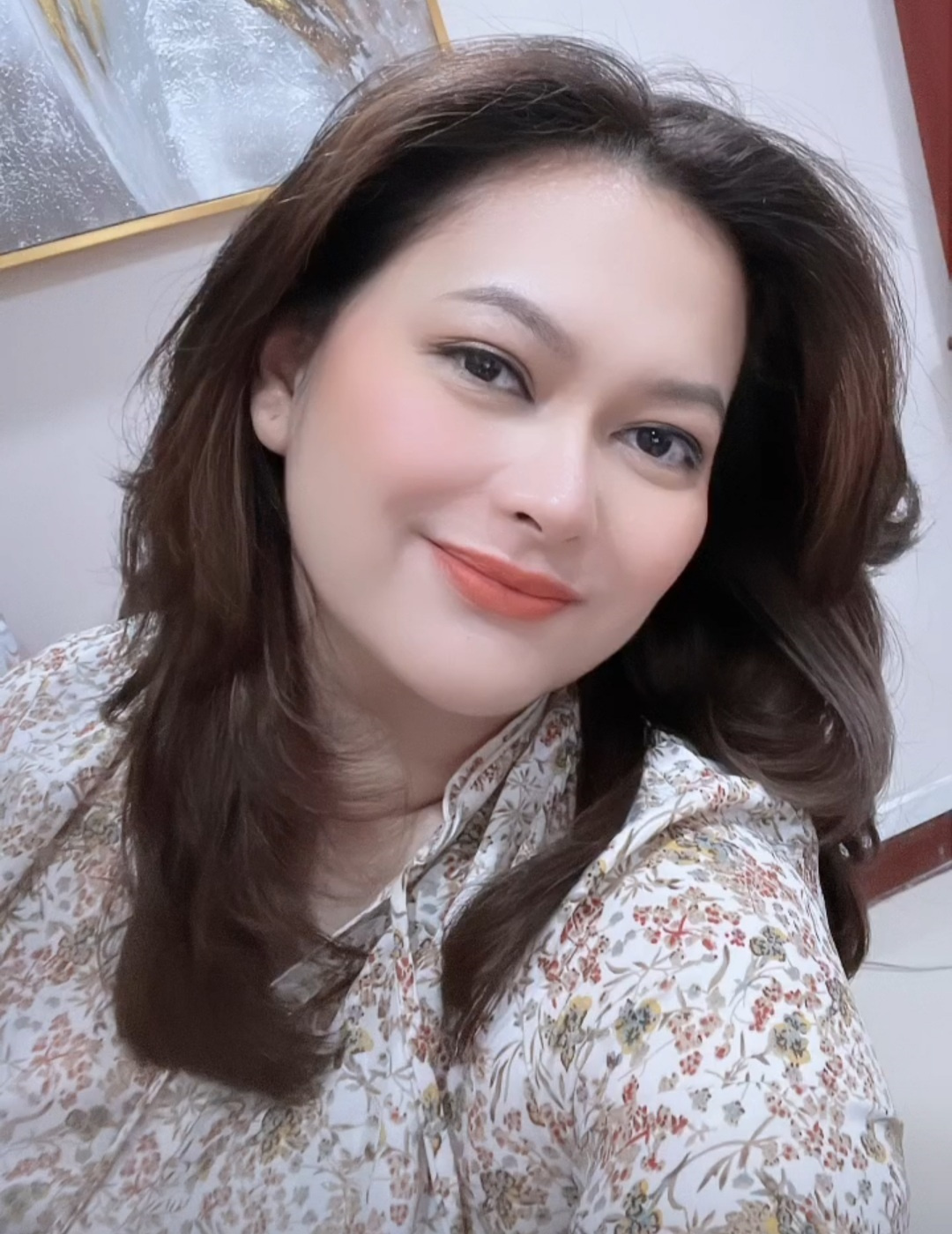
Widya Saputra

Widyaningrum Surya Nugraha (ook bekend als Widya Saputra en bekend als Widya) (Cimahi, Indonesië, 26 februari 1985) is een televisiehost uit Indonesië, sinds 2006 is ze algemeen bekend als presentator van sportevenementen op verschillende tv-stations in Indonesië.